# Сан Луис Потоси (град)
Вижте пояснителната страница за други значения на Сан Луис Потоси.
Сан Луис Потоси (на испански: San Luis Potosí) е столицата и най-големият град в централносеверния едноимен щат Сан Луис Потоси в Мексико. Сан Луис Потоси е с население от 730 950 жители (2005) и площ от 385 км². Градът е кръстен на краля на Франция Луи IX.